# Symfonie voor strijkers (Sjostakovitsj)
De Symfonie voor Strijkers is geen officiële symfonie van Dmitri Sjostakovitsj zelf en ontbreekt daarom in de nummering. Deze symfonie is een, door DS goedgekeurde, bewerking door Rudolf Barshai van Sjostakovitsj 10e strijkkwartet tot een versie voor strijkorkest. Dit heeft tot gevolg dat de diepere klanken van het strijkkwartet nog serieuzer klinken door toevoeging van partij voor contrabassen. Barshai zocht repertoire voor zijn Moskou Kamer Orkest dat hijzelf in 1956 had opgericht.

## Delen
1. Andante;
2. Allegretto furioso
3. Adagio
4. Allegretto.

## Bron en discografie
- Uitgave Chandos: het I Musici de Montréal o.l.v. Maxim Sjostakovitsj